# Nicola Salerno
Nicola Salerno (11 de març de 1910 - 22 de maig de 1969), sovint conegut com a Nisa, va ser un lletrista italià. Va formar un famós duo com a escriptor de cançons amb Renato Carosone.

## Vida i carrera
Nicola Salerno va néixer a Nàpols el 1910.
El seu primer èxit va ser "Eulalia Torricelli" de 1947, sobre la infeliç història d'amor entre una noia rica de Forlì i un noi anomenat Giosuè. Salerno va posar tot l'equip de compositors (incloent-hi ell mateix, Gino Redi i Dino Olivieri) a les lletres com a hereus de cadascun dels tres castells d'Eulàlia.
Salerno va conèixer Renato Carosone el 1955. Va ser Mariano Rapetti, director de la discogràfica Ricordi –i pare del lletrista Mogol qui va proposar que col·laboressin per participar en un concurs de ràdio. La Nisa va portar a Carosone tres textos per musicar. Un d'ells es titulava "Tu vuò fà l'americano". Carosone va tenir una inspiració instantània i va començar a compondre un Bugui-bugui al teclat del piano. Va trigar només quinze minuts a crear la cançó més famosa de Carosone, que es va convertir en un èxit mundial. Altres èxits famosos del duet inclouen "'O suspiro", "Torero", "Caravan Petrol", "Pigliate 'na pastiglia" i "'O sarracino".
Salerno també va treballar amb altres compositors. Entre les seves lletres més conegudes hi ha "Guaglione", cançó guanyadora del Festival de la Cançó de Nàpols el 1956, i "Non ho l'età", amb la qual Gigliola Cinquetti va guanyar tant el Festival de Música de Sanremo com el Festival d'Eurovisió el 1964.
A més d'escriure lletres, Nicola Salerno també va ser il·lustrador. Va ser l'autor, per exemple, de dissenys de portades d'algunes partitures de música napolitana publicades entre els anys vint i trenta.
Va morir a Nàpols el 1969. El seu fill Alberto Salerno també es convertiria en un lletrista d'èxit.